# Monroeville (Pensilvania)
Monroeville es una municipalidad ubicada en el condado de Allegheny en el estado estadounidense de Pensilvania. En el año 2010 tenía una población de 28.386 habitantes y una densidad poblacional de 553 personas por km².

## Geografía
Monroeville se encuentra ubicada en las coordenadas 40°25′52″N 79°45′55″O / 40.43111, -79.76528.

## Demografía
Según la Oficina del Censo en 2000 los ingresos medios por hogar en la localidad eran de $44,653 y los ingresos medios por familia eran $53,474. Los hombres tenían unos ingresos medios de $41,100 frente a los $30,232 para las mujeres. La renta per cápita para la localidad era de $24,031. Alrededor del 6.6% de la población estaba por debajo del umbral de pobreza.